# Wijk bij Duurstede

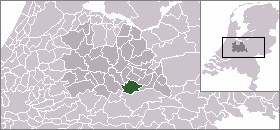
Lägeskarta

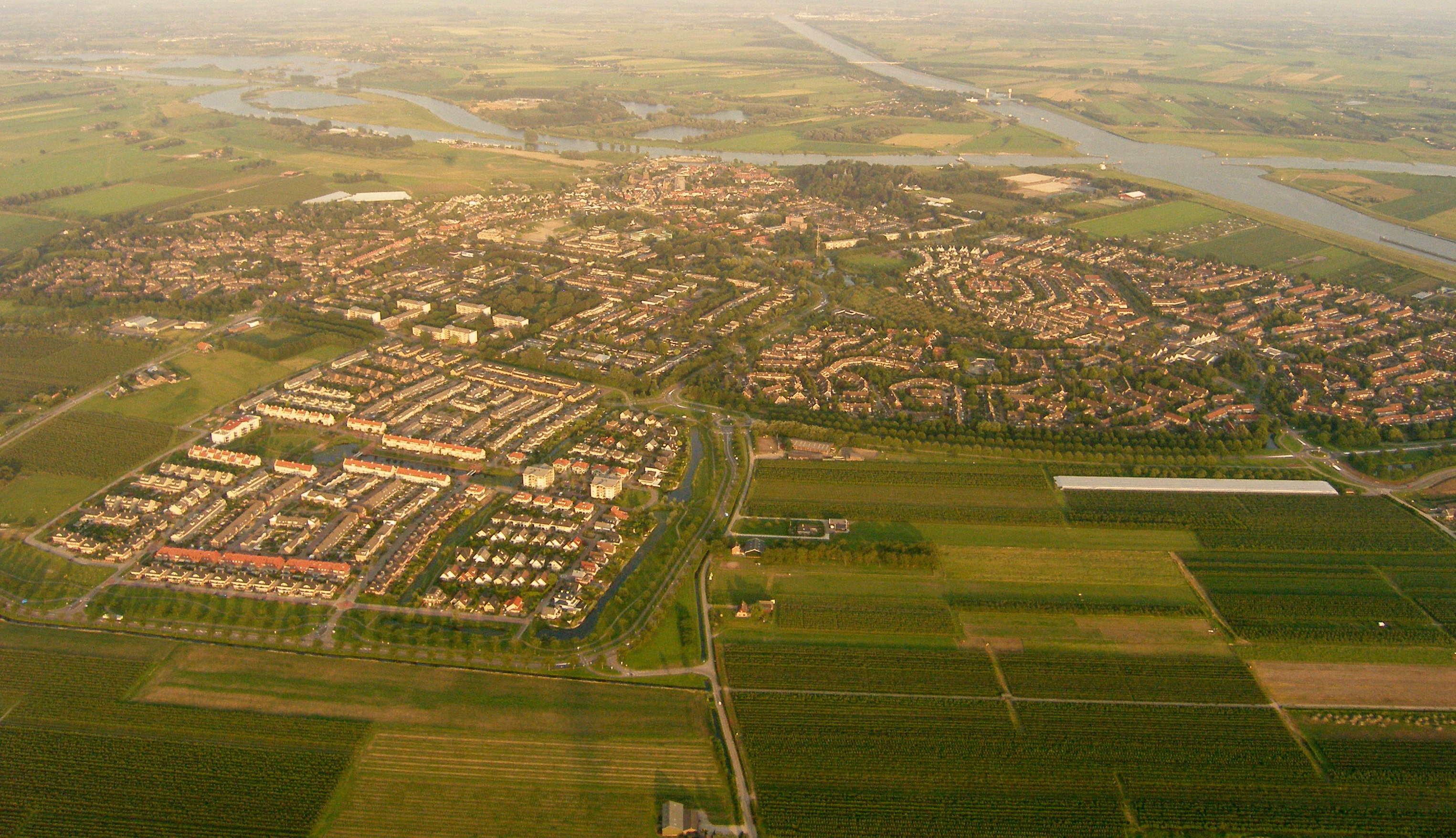
Flygbild.

Wijk bij Duurstede är en kommun i provinsen Utrecht i Nederländerna. Kommunens totala area är 50,30 km² (där 2,68 km² är vatten) och invånarantalet är på 23 574 invånare (2005). På samma plats vid Rhen fanns sedan 600-talet Dorestad, som flera gånger härjades av vikingar.